# Almut Glinin
Almut Glinin (* 1954 in Bremen) ist deutsche Künstlerin.

## Biografie
Glinin besuchte von 1974 bis 1978 die Freie Kunstschule Stuttgart, auf der sie bei Gerd Neisser ihre künstlerische Grundausbildung in den Bereichen Zeichnen, Druckgrafik, Plastik und Fotografie erlangte, bevor sie von 1978 bis 1984 an der Staatlichen Akademie der Bildenden Künste Stuttgart ein Studium der Malerei bei K. R. H. Sonderborg absolvierte. Seit 1985 ist sie freiberuflich im Bereich der Bildkunst tätig, seit 1995 bilden medienübergreifende Bildinstallationen und Interventionen den Schwerpunkt ihres Werks. Sie erhielt mehrere Stipendien, darunter 1985 ein Arbeitsstipendium der Kunststiftung Baden-Württemberg und 1989 ein Stipendium des Ministeriums für Wissenschaft und Kunst Baden-Württemberg. Ihre Arbeiten waren seit den 1980er Jahren bei mehreren Gruppen- und Einzelausstellungen zu sehen, darunter in der Städtischen Galerie Ostfildern, im Kunstverein Böblingen, im Kloster Denkendorf, im Rahmen der Neuen Kunst im Hagenbucher in Heilbronn und 2009 in mehreren Orten in Dessau. Mehrere ihrer Arbeiten befinden sich in öffentlichem Besitz. 2008 wurde sie mit dem Dr.-Theobald-Simon-Preis der GEDOK ausgezeichnet.
Von 1995 bis 2008 an war sie Dozentin an der Freien Kunstakademie Nürtingen, wo sie zeitweilig auch Vorstandsmitglied war. Seit 1996 ist sie Dozentin an der Hochschule für Kunsttherapie Nürtingen im Fachbereich Kunst.